# Aubinges
Aubinges là một xã thuộc tỉnh Cher trong vùng Centre-Val de Loire miền trung Pháp.

## Dân số
| 1962                                | 1968 | 1975 | 1982 | 1990 | 1999 | 2005 |
| ----------------------------------- | ---- | ---- | ---- | ---- | ---- | ---- |
| 255                                 | 281  | 260  | 226  | 279  | 333  | 335  |
| Từ năm 1962 Dân số không tính trùng |      |      |      |      |      |      |